# ロマン・サイス
ロマン・ガンナム・ポール・サイス（英語: Romain Ghanem Paul Saïss, アラビア語: رومان غانم بول سايس、1990年3月26日 - ）は、フランス・ブール＝ド＝ペアージュ出身のプロサッカー選手。サウジ・プロ・リーグ・アル・シャバブ所属。モロッコ代表。ポジションは、ディフェンダー。

## クラブ経歴

### キャリア初期
クレルモンやル・アーヴルなどフランス2部リーグで評価を高めたサイスは、2015年7月3日、リーグ・アンのアンジェと2年契約を結んだ。

### ウルヴァーハンプトン・ワンダラーズ
2016年8月30日、7月に中国の上海を拠点とする復星国際によって買収されたばかりのイングランド2部リーグのウルヴァーハンプトン・ワンダラーズに4年契約で移籍した。9月17日のニューカッスル・ユナイテッド戦で加入後初出場を果たすも、この試合で対戦相手のジョンジョ・シェルヴェイから人種差別的暴言を受け、シェルヴェイは12月にFAから10万£の罰金と5試合の出場停止処分を受けた。
2017年9月30日のバートン・アルビオン戦でクラブ初ゴールを決めた。
このシーズンはリーグ戦42試合に出場し、チームの6シーズンぶりのプレミアリーグに昇格に貢献した。
2018年9月22日にオールド・トラッフォードで行われたマンチェスター・ユナイテッドとの試合で途中出場してプレミアリーグデビューを果たすと、 11月30日にカーディフ・シティ・スタジアムでカーディフ・シティとアウェイで対戦してプレミアリーグ初先発を果たしたが、チームは1-2で惜敗した。
12月26日、クレイヴン・コテージで行われたフラム戦でプレミアリーグ初ゴールを決めた。
2019年2月21日、2021年夏までの新契約に合意した。
7月25日、サイスはUEFAヨーロッパリーグ・予選のクルセイダーズ戦で、後半途中から出場してUEFA主催の大会デビューを果たし、 10月24日のグループリーグでスロヴァン・ブラチスラヴァと対戦した際には同点ゴールを決めた。
2020-21シーズンのプレミアリーグ第2節、マンチェスター・シティ戦では、前半にペナルティエリア内でケヴィン・デ・ブライネを倒してしまいPKを与えてしまった。PKをデ・ブライネが決めて先制点を取られ、チームも1-3で敗れた。
これまでリーグ戦で20試合に出場したサイスは、3月18日に2022年6月までクラブと契約を延長した。同年12月15日、ブライトン&ホーヴ・アルビオンとの試合で、この試合唯一となるゴールを決めたことで、ヘッドコーチのブルーノ・ラージからモロッコのマルディーニと評された。
2022年2月13日、トッテナム・ホットスパー戦でプレミアリーグ100試合目の出場を果たし、試合も2-0で勝利した。
それから約1ヶ月後の3月5日には、ウルブスでの通算200試合目となる出場を達成した。
5月31日、6シーズンにわたってウルブスで通算206試合に出場したサイスは契約満了に伴いチームを退団することが発表された。

### ベシクタシュ
2022年6月14日、サイスはスュペル・リグのベシクタシュに加入した。
2022 FIFAワールドカップで負傷すると、ベシクタシュのシェノル・ギュネシュ監督は、メディアの前で強行出場したことについて批判するも、サイスとのプライベートな場では彼の行動を評価した。これをきっかけにサイスはギュネシュに不信感を抱くようになる。

### アル・サッド
監督との軋轢が生まれる中、サイスは暫定移籍期間中にかつてプレー経験のあるイングランドのクラブチームからオファーを受け、サイス自身もイングランド復帰を望んだものの、クラブは移籍期間中に後任を見つけるのは難しいとしてこのオファーを拒否。しかし、クラブは移籍期間中に同じポジションでサイスと同じ左利きであるガンビア代表のオマー・コリーを獲得。サイスはスタメンの座を奪われてしまった。ギュネシュへの不信感が募ったサイスはもう1年プレーするのは難しいと感じ、2023年7月24日にカタール・スターズリーグのアル・サッドに2年契約で移籍した。9月5日、アル・シャバブへ1年間のレンタル移籍が発表された。

## 代表経歴

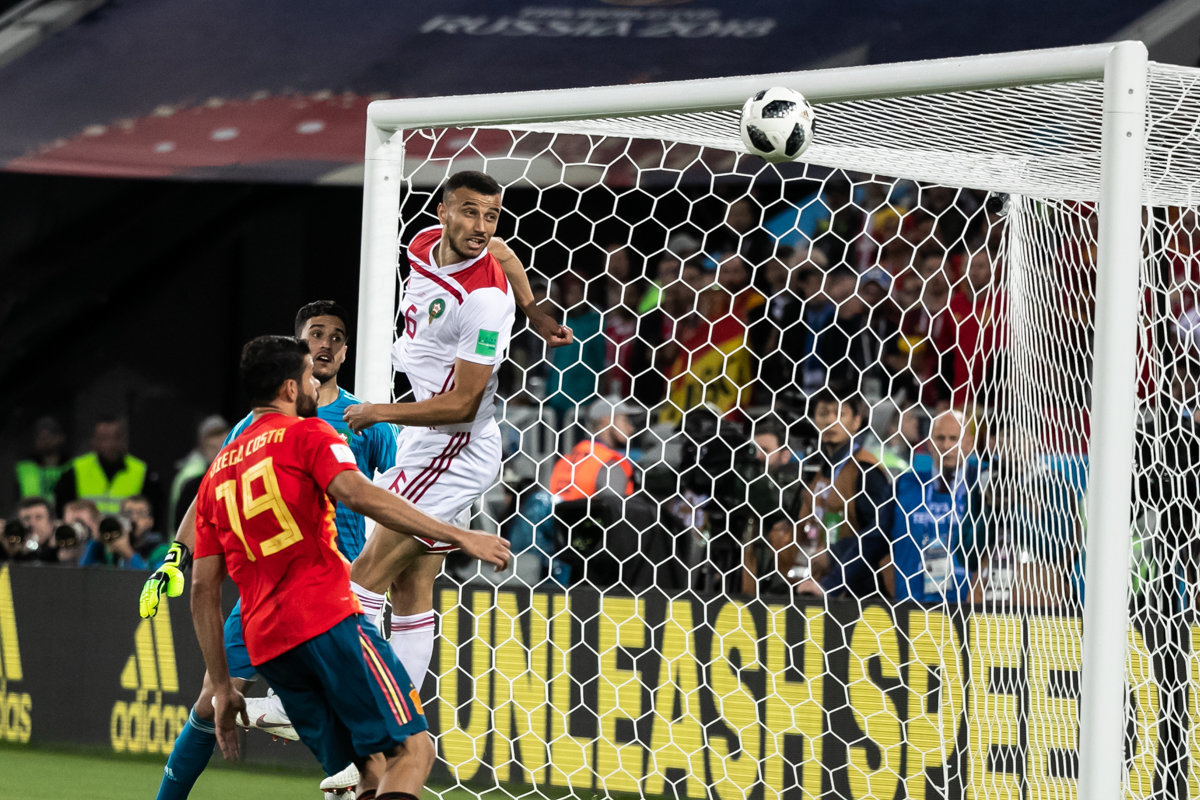
2018 FIFAワールドカップ・スペイン戦でのサイス

サイス自身はフランスで生まれ育ったが、代表はルーツであるモロッコを選択した。2012年11月に開催されたトーゴとの親善試合で初キャップ。
2022年11月、2022 FIFAワールドカップのメンバーにキャプテンとして選出。ナイフ・アゲルドまたはジャワド・エル・ヤミクとのCBコンビで堅守を形成し、グループリーグ初戦のクロアチア戦からラウンド16のスペイン戦まで先発フル出場でチームを支えた。第2戦のベルギー戦では、アブデルハミド・サビリのフリーキックからゴールを決め、準々決勝のポルトガル戦でも先発し、サイス自身は57分に負傷交代したが、チームは勝利しアフリカ勢として初となるベスト4進出を果たした。準決勝のフランス戦では怪我を押して強行出場したがプレー続行不可で前半20分に負傷交代し、チームは0-2で敗れた。

## 個人成績

### クラブでの成績
2023年11月3日現在
| クラブ                             | シーズン       | リーグ戦                 | リーグ戦 | リーグ戦 | カップ戦 | カップ戦 | リーグ杯 | リーグ杯 | 国際大会 | 国際大会 | その他 | その他 | 通算 | 通算 |
| クラブ                             | シーズン       | ディビジョン             | 出場     | 得点     | 出場     | 得点     | 出場     | 得点     | 出場     | 得点     | 出場   | 得点   | 出場 | 得点 |
| ---------------------------------- | -------------- | ------------------------ | -------- | -------- | -------- | -------- | -------- | -------- | -------- | -------- | ------ | ------ | ---- | ---- |
| ヴァランス                         | 2010-11        | CFA 2                    | 13       | 4        | 0        | 0        | -        | -        | -        | -        | -      | -      | 13   | 4    |
| クレルモン                         | 2011-12        | リーグ・ドゥ             | 17       | 1        | 1        | 0        | 0        | 0        | -        | -        | -      | -      | 18   | 1    |
| クレルモン                         | 2012-13        | リーグ・ドゥ             | 31       | 0        | 0        | 0        | 2        | 0        | -        | -        | -      | -      | 33   | 0    |
| クレルモン                         | 通算           | 通算                     | 48       | 1        | 1        | 0        | 2        | 0        | -        | -        | -      | -      | 51   | 1    |
| クレルモン B                       | 2012-13        | CFA 2                    | 1        | 0        | -        | -        | -        | -        | -        | -        | -      | -      | 1    | 0    |
| ル・アーヴル                       | 2013-14        | リーグ・ドゥ             | 27       | 1        | 0        | 0        | 1        | 0        | -        | -        | -      | -      | 28   | 1    |
| ル・アーヴル                       | 2014-15        | リーグ・ドゥ             | 34       | 2        | 1        | 0        | 1        | 0        | -        | -        | -      | -      | 36   | 2    |
| ル・アーヴル                       | 通算           | 通算                     | 61       | 3        | 1        | 0        | 2        | 0        | -        | -        | -      | -      | 64   | 3    |
| アンジェ                           | 2015-16        | リーグ・アン             | 35       | 2        | 1        | 0        | 1        | 0        | -        | -        | -      | -      | 37   | 2    |
| ウルヴァーハンプトン・ワンダラーズ | 2016-17        | チャンピオンシップ       | 24       | 0        | 1        | 0        | 0        | 0        | -        | -        | -      | -      | 25   | 0    |
| ウルヴァーハンプトン・ワンダラーズ | 2017-18        | チャンピオンシップ       | 42       | 4        | 1        | 0        | 1        | 0        | -        | -        | -      | -      | 44   | 4    |
| ウルヴァーハンプトン・ワンダラーズ | 2018-19        | プレミアリーグ           | 19       | 2        | 5        | 0        | 2        | 0        | -        | -        | -      | -      | 26   | 2    |
| ウルヴァーハンプトン・ワンダラーズ | 2019-20        | プレミアリーグ           | 33       | 2        | 2        | 0        | 0        | 0        | 14       | 1        | -      | -      | 49   | 3    |
| ウルヴァーハンプトン・ワンダラーズ | 2020-21        | プレミアリーグ           | 27       | 3        | 2        | 0        | 1        | 0        | -        | -        | -      | -      | 30   | 3    |
| ウルヴァーハンプトン・ワンダラーズ | 2021-22        | プレミアリーグ           | 31       | 2        | 0        | 0        | 1        | 1        | -        | -        | -      | -      | 32   | 3    |
| ウルヴァーハンプトン・ワンダラーズ | 通算           | 通算                     | 176      | 13       | 11       | 0        | 5        | 1        | 14       | 1        | -      | -      | 206  | 15   |
| ベシクタシュ                       | 2022-23        | スュペル・リグ           | 25       | 1        | 1        | 0        | -        | -        | -        | -        | -      | -      | 26   | 1    |
| アル・サッド                       | 2023-24        | カタール・スターズリーグ | 0        | 0        | 0        | 0        | -        | -        | 0        | 0        | 3      | 0      | 3    | 0    |
| アル・シャバブ                     | 2023-24        | サウジ・プロ・リーグ     | 7        | 2        | 2        | 0        | -        | -        | 0        | 0        | 0      | 0      | 9    | 2    |
| キャリア総通算                     | キャリア総通算 | キャリア総通算           | 366      | 26       | 17       | 0        | 10       | 1        | 14       | 1        | 3      | 0      | 410  | 28   |

1. ↑  UEFAヨーロッパリーグ

## 代表歴

### 出場大会
- モロッコ代表
  - 2018 FIFAワールドカップ
  - 2022 FIFAワールドカップ

### 試合数
- 国際Aマッチ 79試合 1得点（2012年-）[29]

2023年10月17日現在
| モロッコ代表 | 国際Aマッチ | 国際Aマッチ |
| 年           | 出場        | 得点        |
| ------------ | ----------- | ----------- |
| 2012         | 1           | 0           |
| 2016         | 7           | 0           |
| 2017         | 13          | 1           |
| 2018         | 11          | 0           |
| 2019         | 9           | 0           |
| 2020         | 3           | 0           |
| 2021         | 9           | 0           |
| 2022         | 19          | 1           |
| 2023         | 7           | 0           |
| 2024         |             |             |
| 通算         | 79          | 2           |

### 得点
| #  | 開催日         | 開催地   | 対戦国   | スコア | 結果 | 試合概要                       |
| -- | -------------- | -------- | -------- | ------ | ---- | ------------------------------ |
| 1. | 2017年1月20日  | オイェム | トーゴ   | 2-1    | 3-1  | アフリカネイションズカップ2017 |
| 2. | 2022年11月27日 | ドーハ   | ベルギー | 1-0    | 2-0  | 2022 FIFAワールドカップ        |

## タイトル

### クラブ
ウルヴァーハンプトン・ワンダラーズ
- EFLチャンピオンシップ: 2017-18

### 勲章
- モロッコ国家勲章（英語版） : 2022[30]